# Hijas de los Sagrados Corazones
El Instituto Hijas de los Sagrados Corazones de Jesús y María es una Congregación religiosa católica femenina de derecho pontificio, fundada por el misionero italiano Luis Variara en el municipio de Agua de Dios, Colombia, el 7 de mayo de 1905. En sus orígenes el instituto estaba constituido solo por monjas leprosas (con la enfermedad de Hansen). A las religiosas del instituto se les conoce como Hijas de los Sagrados Corazones, posponen a sus nombres las siglas: HH.SS.CC. y de les da el tratamiento de "Hermana".

## Historia
Luis Variara, religioso salesiano italiano, siendo misionero en Colombia, en leprosario de Agua de Dios (Cundinamarca-Colombia), al ver el número de vocaciones que surgían entre las mujeres infectadas de la lepra, decidió fundar una congregación religiosa con el fin de atender a los leprosos y compuesto únicamente por mujeres leprosas. La obra dio inicio el 7 de mayo de 1905, con la autorización del Rector mayor de los salesianos, Miguel Rúa y la aprobación del arzobispo de Bogotá, Bernardo Herrera Restrepo.
La aprobación diocesana definitiva de las Constituciones del instituto, vino de manos del arzobispo de Bogotá, Ismael Perdomo Borrero, el 2 de octubre de 1930. Mientras que la aprobación pontificia la recibieron mediante el decreto de alabanza del papa Pío XII de 1952. Las Constituciones fueron aprobadas definitivamente por la Santa Sede el 6 de abril de 1964, donde vienen recogidos los cambios legislativos internos que permitieron a las Hijas de los Sagrados Corazones recibir vocaciones de mujeres sanas.

## Actividades y presencias
Las Hijas de los Sagrados Corazones se dedican especialmente a la pastoral sanitaria, en hospitales y leprosarios, aunque si en menor grado, atienden la pastoral educativo en algunos centros de enseñanza.
En 2015, la Congregación contaba con unas 312 religiosas y unas 64 comunidades, presentes en Bolivia, Brasil, Camerún, Colombia, Ecuador, España, Guinea Ecuatorial, Italia, México, Perú, República Dominicana y Venezuela. La Casa madre sigue siendo la curia general y su actual Madre general es la religiosa colombiana Eulalia Marín Rueda.
El fundador fue beatificado por el papa Juan Pablo II en 2002.